# Synagoge (Sörgenloch)

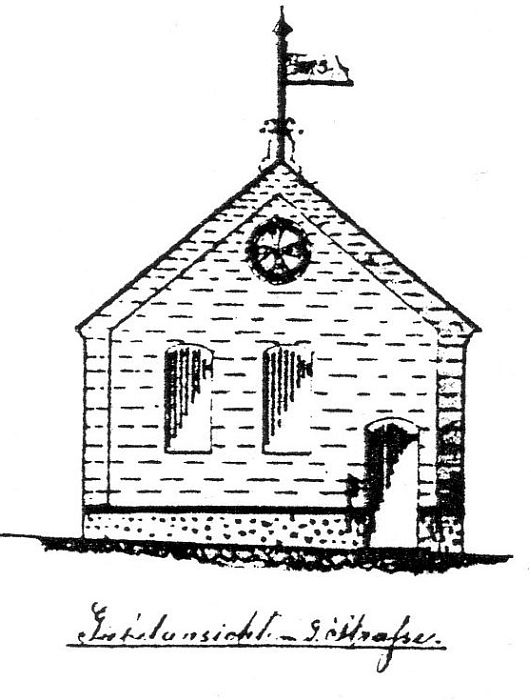
Zeichnung der Synagoge in Sörgenloch vom Architekten Heinrich Raab aus dem Jahr 1893

Die Synagoge in Sörgenloch, einer Ortsgemeinde im Landkreis Mainz-Bingen in Rheinland-Pfalz, wurde 1893 errichtet. Die Synagoge stand an der Dörrgasse 7.

## Geschichte und Beschreibung
Die Synagoge wurde nach Plänen des Architekten Heinrich Raab aus Nieder-Olm vom Mitglied der jüdischen Gemeinde Sörgenloch, Bernhard Wolf, errichtet. Der kleine Saalbau hatte eine Grundfläche von etwa 65 Quadratmetern. Das Gebäude hatte Segmentbogenfenster und im Giebeldreieck ein Rosettenfenster. Der Betsaal wurde von einem Tonnengewölbe gedeckt. Der Bereich für die Frauen, etwas erhöht vor der Südostwand, war durch einen Sichtschutz abgetrennt.
Wie lange in der Synagoge Gottesdienste abgehalten wurden, ist nicht bekannt.
Nach dem Ersten Weltkrieg wurde das Synagogengebäude an den Schneider Johann Dapper verkauft. Das Gebäude wurde später abgebrochen.